# 十里镇 (光山县)
十里镇，是中华人民共和国河南省信阳市光山县下辖的一个乡镇级行政单位。

## 行政区划
十里镇下辖以下地区：
十里街社区、五里村、王寨村、吴明村、李堰湾村、姚寨村、徐寺村、代楼村、王岗村、刘楼村、高大店村、杨湾村和十里村。